# Puerto Edén
Puerto Edén (en kawesqar : Jetarkétqal) est un port du Chili, il constitue un district de la commune de Natales dans la province de Última Esperanza, dans la XIIe région de Magallanes et de l'Antarctique chilien. 
Ce village de pêcheurs est situé sur l'île Wellington sur la rive occidentale du Paso del Indio. On y accède par voie maritime de Puerto Montt au nord et de Puerto Natales ou Punta Arenas au sud. Puerto Edén se trouve à 2 078 km de Santiago du Chili, capitale du pays, et à 400 km de Puerto Natales, chef-lieu de la province.

## Histoire

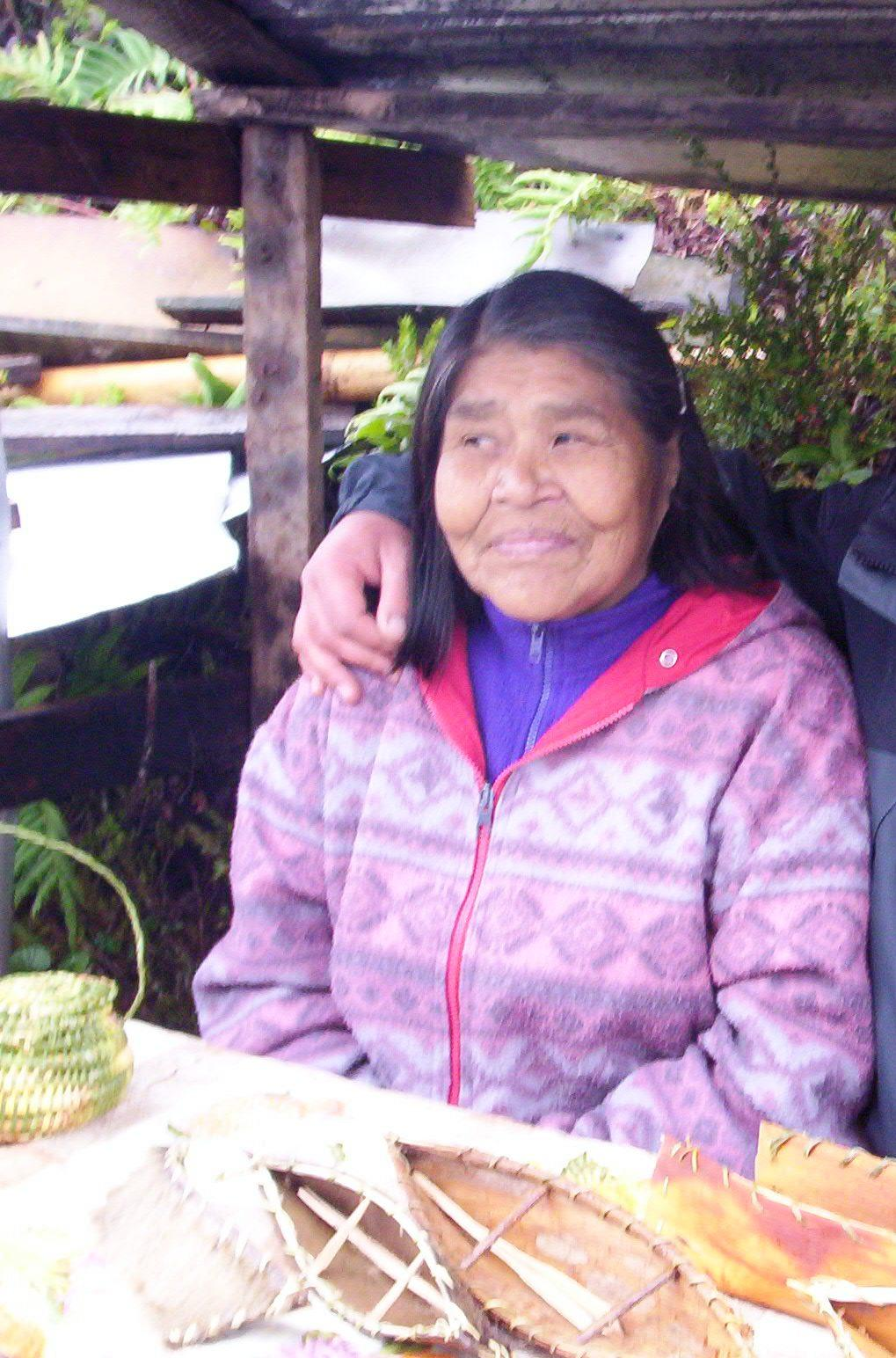
Une des dernières descendantes des Alakaluf, photo prise en 2006

La région est fréquentée depuis au moins 6 000 ans par les peuples indigènes nomades, ancêtres des Alakaluf. L'arrivée des missionnaires et des chasseurs de phoques chiliens au début du XXe siècle a mené à des frictions avec ces peuples et à l'introduction de maladies. Les Alakalufes ont pratiquement disparu de la région au début du XXIe siècle, à la suite des décès et de la migration.  
Puerto Edén a reçu ses premiers colons blancs en 1936 avec la construction d'une base par l'armée de l'air chilienne. L'endroit a été choisi à cause de sa position approximativement à mi-chemin entre deux grands centres de population du sud du Chili, Puerto Montt et Punta Arenas. La baie sans glace pendant toute l'année était un bon ancrage pour la flotte d'hydravions de ligne reliant les deux villes. Les Alakalufes se sont mis à fréquenter la base comme ils l'avaient fait auparavant avec le phare de San Pedro, en établissant des camps temporaires pour faire de la traite.
La présence de la base à Puerto Edén a apporté des changements dans les habitudes alimentaires et matérielles de ces chasseurs. Les peaux de lions de mer utilisées pour couvrir les cabanes sont devenues plus rares avec le déclin de la chasse et la population s'est de plus en plus sédentarisée. Quand la base a été abandonnée, certains retournèrent à leur vie de chasseurs de phoques et au nomadisme, fréquentant Puerto Edén seulement comme camp temporaire. Progressivement, le village fut mis sous la juridiction du corps des carabiniers et s'est peuplé de Chilotes. Vers 1960, des maisons préfabriquées construites à Puerto Edén ont été distribuées par le gouvernement aux indigènes à travers l'île Wellington.
En 2013, Puerto Edén compte seulement huit descendants directs des Alakalufes.

## Économie

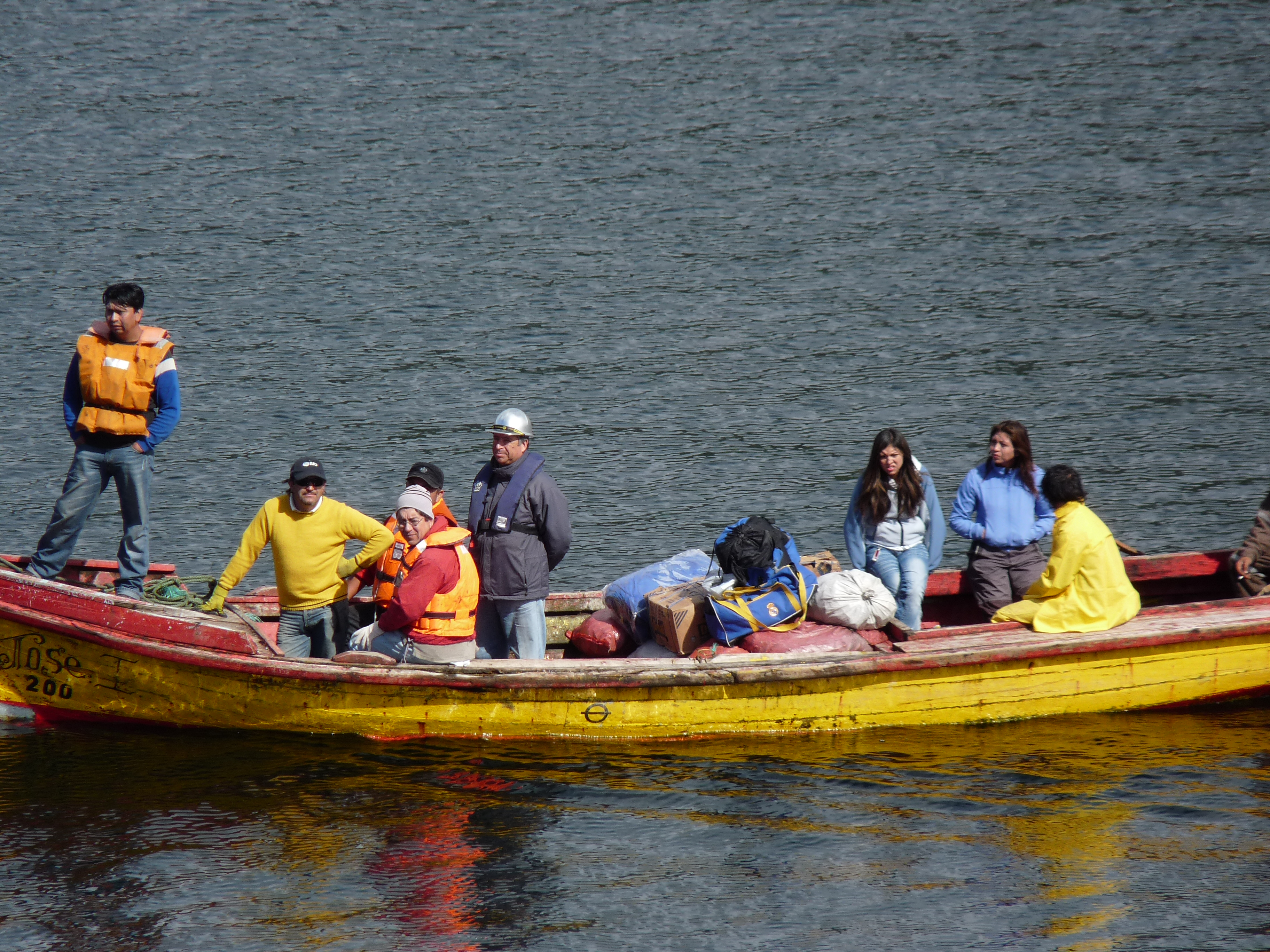
Canot de passagers approchant le traversier passant par Puerto Edén et se dirigeant vers Puerto Natales

La pêche artisanale est la plus grande activité économique à Puerto Edén : moules, pluviers, palourdes, crabes, oursins, poissons comme l'achigan de mer et anguille. Ils sont envoyés principalement à Puerto Natales et Puerto Montt. À plus petite échelle, il y a la collecte et la vente de bois de chauffage pour la consommation locale, ainsi que la coupe de cyprès pour la fabrication de bateaux et de logements. 
La population fait également du commerce de transport, du tourisme et l'artisanat Alakaluf (paniers de joncs, pots d'écorce d'arbre et de peau de lions de mer, harpons en os de baleine, etc.)

## Climat
Le climat est tempéré et pluvieux. Il tombe annuellement 5 000 mm de pluie, surtout à l’automne. L'humidité relative de l'air est le plus souvent entre 80% et 90% et la température est comprise entre 0 °C et 15 °C.
| Mois                              | jan.  | fév.  | mars  | avril | mai   | juin  | jui.  | août  | sep.  | oct.  | nov.  | déc.  | année |
| --------------------------------- | ----- | ----- | ----- | ----- | ----- | ----- | ----- | ----- | ----- | ----- | ----- | ----- | ----- |
| Température minimale moyenne (°C) | 8,4   | 7,9   | 6,8   | 5     | 3     | 1,5   | 0,8   | 1,6   | 2,7   | 4,3   | 6     | 7,3   | 4,6   |
| Température maximale moyenne (°C) | 14,7  | 13,9  | 12,4  | 10,3  | 7,5   | 5,7   | 5,5   | 6,7   | 8,1   | 10,3  | 12,3  | 13,9  | 10,1  |
| dont pluie (mm)                   | 507,5 | 523,1 | 532,2 | 525,2 | 508,7 | 482,8 | 499,7 | 419,2 | 377,9 | 447,2 | 456,7 | 464,8 | 5 745 |